# Smoky Hill (rivière)
La Smoky Hill est une rivière situé dans le centre des Grandes Plaines de l'Amérique du Nord. Longue de 925 km, elle traverse les États américains du Colorado et du Kansas.

## Nom
La rivière Smoky Hill tire son nom des collines du même nom (en) situées dans le nord du centre du Kansas où elle coule. Les Amérindiens vivant le long de la rivière Smoky Hill considéraient que celle-ci et la Kansas formaient une seule et même rivière. Elles étaient aussi nommées Chetolah et Okesee-sebo. Les premières cartes des explorateurs européens la nommaient (ainsi que la rivière Kansas) la rivière de la Padoucas car sa source était située dans le territoire des Comanches Padouca.
L'USGS énumère un certain nombre d'autres variantes de noms pour la Smoky Hill. Il y a notamment la Chitolah River, Fork of the hill Buckaneuse (la Fourche de la Côte Boucaniere), la Touche de la Côte Bucanieus, Manoiyohe, Pe P'a, la Sand River, la Shallow River, Smoky Creek, la Branche de la Montagne à la Fumee, Ka-i-urs-kuta, Oke-see-sebo River, et Rahota katit hibaru.

## Géographie
La Smoky Hill prend sa source dans les Hautes Plaines de l'est du Colorado et coule vers l'Est. Le lit principal de la rivière ainsi que la North Fork Smoky Hill passent dans le nord du comté de Cheyenne, Colorado. Les deux se rejoignent à environ 8 km à l'ouest de Russell Springs dans le comté de Logan au Kansas. À partir de là, la rivière continue vers l'est à travers la région des Smoky Hills. Elle est rejointe par la Saline dans l'est du comté de Saline. La Salomon River se jette dans la Smoky Hill dans l'ouest du comté de Dickinson. La Smoky Hill rejoint alors la Republican River à Junction City pour former la rivière Kansas.
La Smoky Hill draine directement une superficie de 22 800 km2. Le bassin hydrique combiné de la Smoky Hill et de la Saline irrigue 31 670 km2. L'ensemble du bassin versant de la Smoky Hill couvre près de 52 000 km2 dont le centre nord et le nord-ouest du Kansas. Par la rivière Kansas et le Missouri, la Smoky Hill fait partie du bassin versant du fleuve Mississippi.
La Smoky Hill alimente deux réservoirs : Cedar Bluff Reservoir dans le comté de Trego et le lac Kanopolis (en) dans le comté d'Ellsworth.
La plus grande ville, le long de la Smoky Hill est Salina. En plus de Junction City, d'autres villes du Kansas sont situées le long de la rivière : Ellsworth, Marquette, Lindsborg, et Abilene.

## Histoire

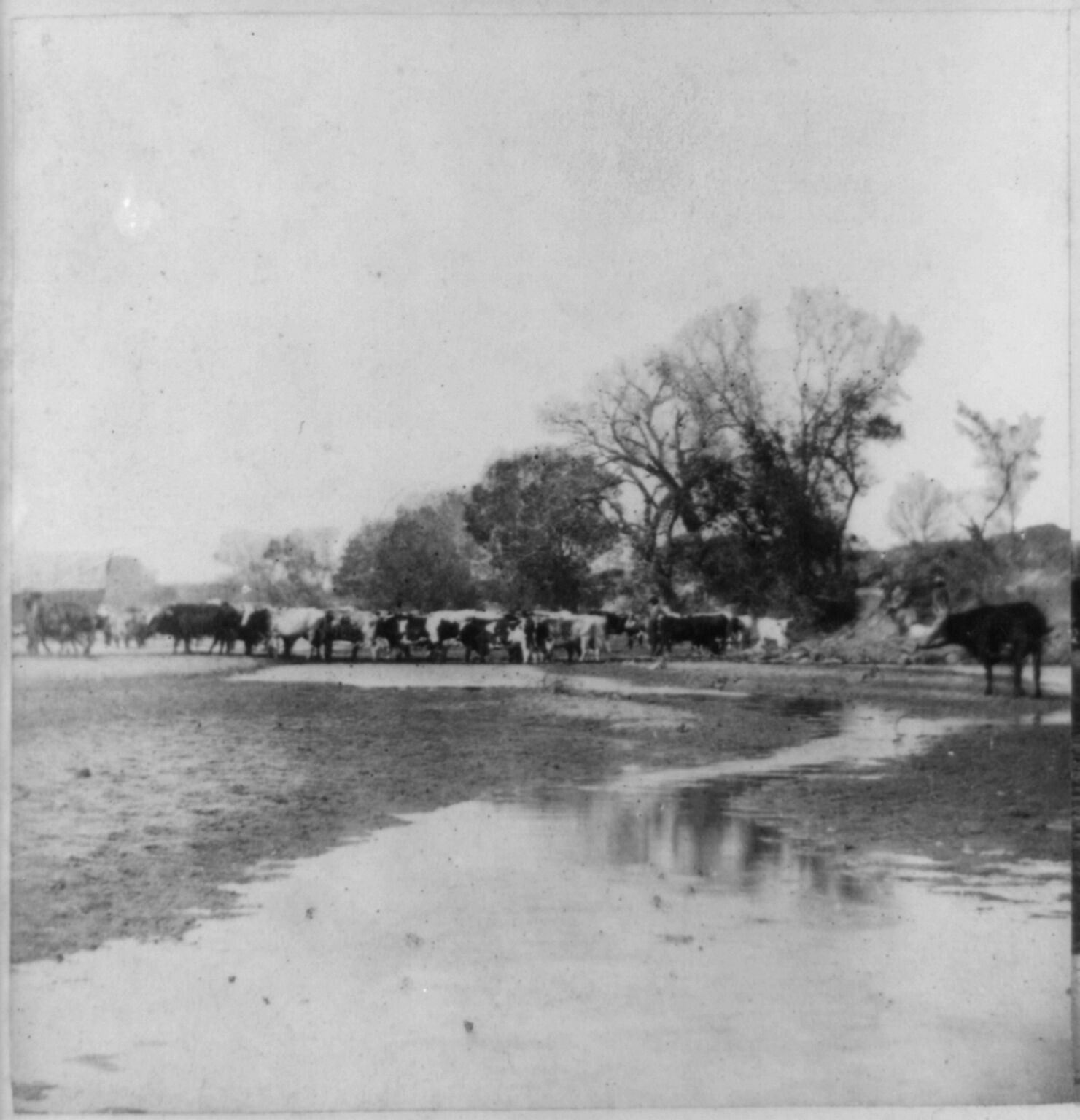
Les bovins traversant la Smoky Hill à Ellsworth (photo A. Gardner, 1867).

La première référence connue à la rivière fut sur une carte en français de 1732 faite par le cartographe Jean-Baptiste Bourguignon d'Anville qui l'appelait alors la « rivière de la Padoucas ». Une carte de 1758 en fait mention comme de la « Padoucas River ». Une référence à la Smoky Hill fut faite pour la première fois par l'explorateur américain Zebulon Pike, au cours de son expédition de 1806 chez les Pawnees. Le Kansas-Nebraska Act de 1854 crée le Territoire du Kansas comprenant toute la longueur de la Smoky Hill.
Avec le début de la ruée vers l'or de Pikes Peak de 1858, une ancienne piste des Amérindiens le long de la rivière connue sous le nom de Smoky Hill Trail fut reconnue comme la route la plus courte et la plus rapide vers l'ouest à travers le Kansas,. Au début de 1865, cette route servit comme parcours de l'éphémère expédition Butterfield. Afin de protéger les voyageurs, l'Armée américaine établit plusieurs forts le long de la piste, dont les Fort Downer, Fort Harker, Fort Hays, Fort Monument, et Fort Wallace. Avant la colonisation, la zone le long de Smoky River était considérée comme un territoire de chasse privilégié pour les Indiens des Plaines. En 1867, les Comanches et les Kiowas, puis, en 1868, les Sioux et les Arapahos signèrent des traités actant leur retrait de cette région et ouvrant la voie à la construction d'un chemin de fer le long de la Smoky Hill. La Kansas Pacific Railway fut achevée en 1870, rendant ainsi la route des Smoky Hills obsolète.
En 1948, le US Army Corps of Engineers termina la construction d'un barrage sur la Smoky Hill pour le contrôle des inondations dans le sud-est du comté d'Ellsworth et la création du lac Kanopolis (en). En 1951, le Bureau of Reclamation termina un autre barrage sur la rivière, celui-ci étant destiné à l'irrigation ainsi qu'au contrôle des inondations, dans le sud-est du comté de Trego et portant la création du Cedar Bluff Reservoir.